# Colin Nutley

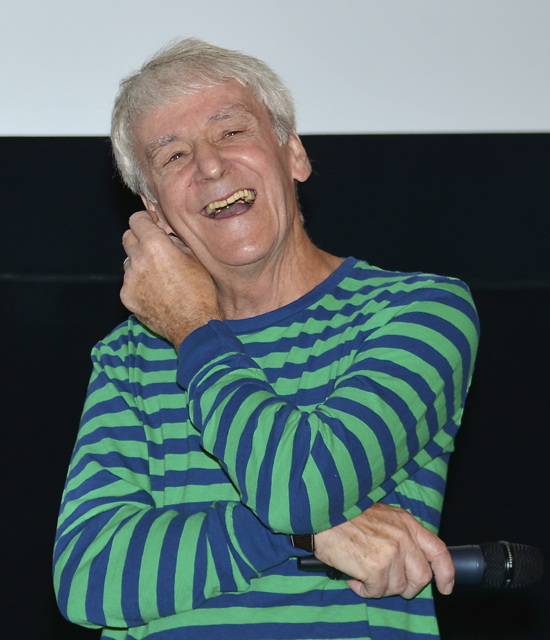
Colin Nutley (2014)

Colin Nutley (* 28. Februar 1944 in Gosport bei Southampton, England) ist ein britischer Filmregisseur, der in Schweden tätig ist.

## Leben
Nach fünfjähriger Ausbildung am Portsmouth Art College arbeitete Colin Nutley in den 1960er-Jahren zunächst als Grafikdesigner bei einem Regionalfernsehsender in England. Darauf arbeitete er freiberuflich als Regisseur für Dokumentarfilme, Musiksendungen, Serien und Filme für die Fernsehsender ITV, BBC und Channel 4. Die Arbeit als Regieassistent für die Serie Deckare UPA führte Nutley erstmals nach Schweden.
Nutley inszenierte 1987 seinen ersten Spielfilm Nionde kompaniet, der von einer Gruppe junger Männer handelt, die beim Eintreten in den Wehrdienst auf eine glänzende Geschäftsidee kommen. Im Jahr 1990 folgte der Film Black Jack, der unter anderem von der gleichnamigen Tanzmusik-Band in einem kleinen schwedischen Ort handelt.
Im Jahr 1992 hatte der Film Änglagård (dt. Filmtitel Fanny’s Farm) Premiere. Der Film gehört zu den am meisten gesehenen schwedischen Filmen und wurde zweimal mit dem schwedischen Filmpreis Guldbagge ausgezeichnet, als bester Film und für die beste Regie. Der Nachfolgefilm Änglagård – andra sommaren, kam Weihnachten 1994 in die Kinos und wurde genau wie sein Vorgänger ein Publikumsmagnet. In Schweden hatte er eine Million Kinobesucher. Der dritte Änglagård-Film (Änglagård - Tredje gången gillt), in dem auch Colin Nutleys und Helena Bergströms gemeinsame Tochter Molly Nutley eine Hauptrolle spielt, kam Ende 2010 in die schwedischen Kinos.
Im Jahr 1998 hatte der Nutleys Film Das Glück kommt morgen Premiere. Der Film wurde in der Kategorie Bester fremdsprachiger Film für den Oscar nominiert. Nutleys Filme Sprängaren (2001) und Paradiset (2003) basieren beide auf den gleichnamigen Romanen von Liza Marklund.
Nutley ist verheiratet mit der Schauspielerin Helena Bergström, die oft in seinen Filmen mitwirkt. Beide haben zwei Kinder, und Nutley hat einen weiteren Sohn aus einer früheren Beziehung.

## Filmografie (Auswahl)
- 1984: Annika – en kärlekshistoria (TV-Mehrteiler)
- 1986: Femte generationen (TV-Mehrteiler)
- 1987: Nionde kompaniet
- 1989: Ein langer Weg nach Hause (Vägen hem)
- 1990: Black Jack
- 1992: Fanny’s Farm (Änglagård)
- 1993: Der letzte Tanz (Sista dansen)
- 1994: Änglagård – andra sommaren
- 1996: Jetzt oder nie! (Sånt är livet)
- 1998: Das Glück kommt morgen (Under solen)
- 2000: Gossip
- 2001: Deadline – Terror in Stockholm (Sprängaren)
- 2003: Paradiset
- 2004: The Queen of Sheba's Pearls
- 2006: Schwedisch für Fortgeschrittene (Heartbreak Hotel)
- 2008: Angel
- 2010: Änglagård – Tredje gången gillt
- 2014: Medicinen
- 2019: Eine Hochzeit mit Folgen (Bröllop, begravning och dop, Fernsehserie)